# Ciclón extratropical en Brasil en junio de 2020
El 30 de junio de 2020, un ciclón extratropical de rápida intensificación con fuerza de huracán afectó a todos los estados de la región sur de Brasil. Se confirmaron doce muertes, diez en Santa Catarina, una en Río Grande del Sur y una en Paraná, además de casi 1,9 millones de consumidores sin electricidad en los tres estados.

## Historia meteorológica e impacto
Durante las fuertes tormentas que azotaron la región sur de Brasil el 30 de junio de 2020, las ciudades registraron vientos de más de 120 km/h en varios puntos de Santa Catarina, Río Grande del Sur y Paraná. Este fenómeno se conoce como "ciclón-bomba", porque en esta región se registró una fuerte caída de la presión atmosférica durante un período de 24 horas, provocando ciclones que no eran predecibles por los meteorólogos.
Hasta las 21 horas horario de Brasilia del día 30, se registraron tres muertes a consecuencia del ciclón en Santa Catarina, una en la ciudad de Chapecó, una en Santo Amaro da Imperatriz y una en Tijucas, además de una muerte en Río Grande del Sur, en la ciudad de Nova Prata.